# Három Tenor
A Három Tenor (angolul: The Three Tenors) népszerű énekegyüttes. Tagjai José Carreras, Plácido Domingo és Luciano Pavarotti. A trió 1990-től 2003-ig működött.

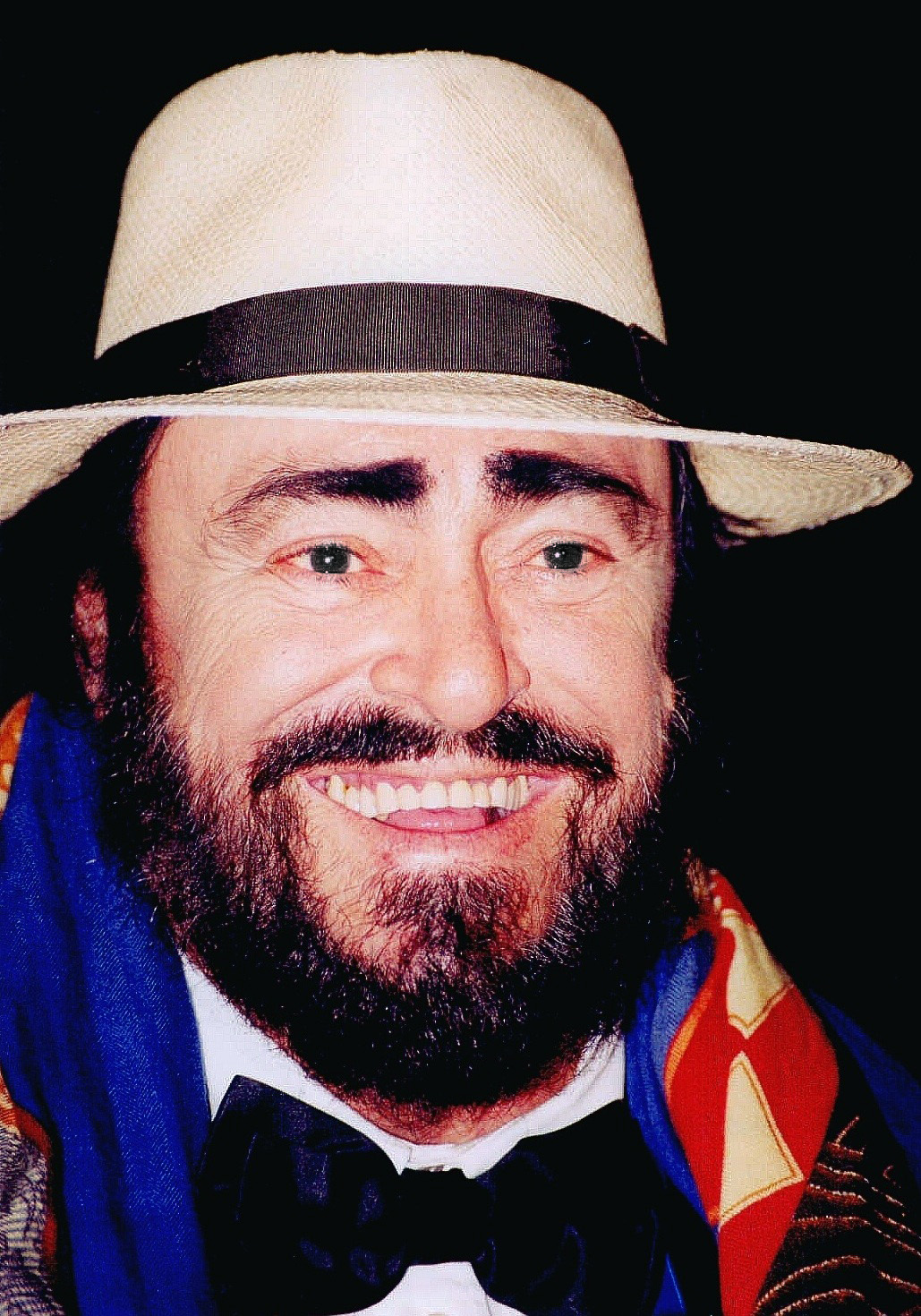
Luciano Pavarotti

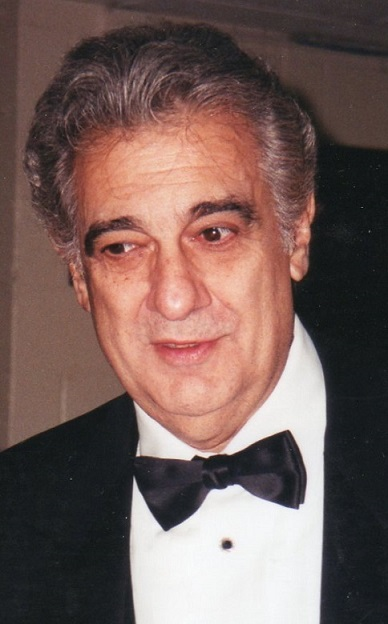
Plácido Domingo

## Története
A trió együttműködése 1990. július 7-én kezdődött, az 1990-as FIFA világbajnokság fináléján tartott előadásukkal, amelynek a televíziós közvetítését 800 millió ember nézte az egész világon. A kép, amin három tenor elegáns ünneplő ruhában énekelt a futball világbajnokságon, megragadta a közönség figyelmét. Ennek a koncertnek a lemezfelvétele lett a legtöbb példányban elkelt klasszikus zenei lemez, melynek hatására még több koncert és lemez született. 1994-ben, 1998-ban és 2002-ben is felléptek a világbajnokság fináléján. A világon számtalan városban koncerteztek, általában stadionokban vagy hasonló nagy arénákban, nagy közönség előtt. Utolsó közös fellépésük az ohiói Columbusban volt, 2003. szeptember 28-án.
Jellegzetes dalaik a Nessun dorma (Puccini Turandot című operájából), amelyet általában Pavarotti énekelt, és az ’O sole mio című ballada.
Népszerűségük miatt a „Három tenor” kritikákat is kapott, mivel népszerűvé tették az opera műfaját. Főleg az opera rajongók kritizálták őket. Domingo így reagált rá: „A puristák szerint ez nem opera. Persze, hogy nem opera. Nem is szeretne az lenni. Ez egy olyan koncert, ahol énekelünk operát, dalokat, utána dal egyveleget énekelünk… Nagyon tiszteljük, amikor az emberek kritizálják ezt. Nekik nem is kell eljönniük. Békén kéne hagyni azokat, akik eljönnek és szeretik.” Martin Bernheimer kritikus arra panaszkodott, hogy a Három Tenor pénzügyi okokból játszott, és nem a művészet miatt. Az első világkörüli turnéjukon mindhárman egymillió dollárt kaptak koncertenként. Egy interjúban Pavarotti úgy reagált, hogy annyit keresnek, amennyit megérdemelnek, és senkit nem kényszerítenek arra, hogy fizessen nekik. Domingo ezt mondta: „17 előadást tartok 25 nap alatt. Kérdezd meg, mennyit kapok érte… 30 éven át beleadtuk a lelkünket abba, amit csináltunk. Úgy gondoljátok, hogy nem érdemlünk érte pénzt?” Carreras pedig kiemelte, hogy a sportolókhoz, popénekesekhez és filmsztárokhoz képest mennyivel kevesebbet kaptak.

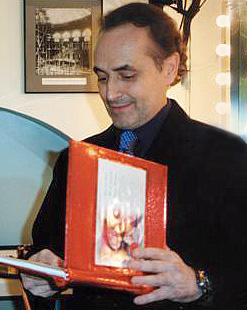
José Carreras

## Diszkográfia
- Carreras Domingo Pavarotti in Concert (1990)
- The Three Tenors in Concert 1994
- The Three Tenors: Paris 1998
- The 3 Tenors Christmas (2000)

## Filmográfia
- Carreras Domingo Pavarotti in Concert (DVD/VHS, 1990)
- The Three Tenors in Concert 1994 (DVD/VHS)
- The Vision: The Making of 'The Three Tenors in Concert' (1995)
- The Three Tenors: Paris 1998 (DVD/VHS)
- The 3 Tenors Christmas (DVD/VHS, 2000)